# EQIDEN
EQIDEN（えきでん）は、2008年より開催されている学業機関別の学生クイズ大会である。

## 概要
EQIDENは、陸上競技の「駅伝」を題材とした大会のため、基本的には「予選」「往路」「復路」の3部から構成され、駅伝のように襷をつないでいく形式となっている。中学生から大学生までの学生サークルが5人から10人のチームとして参加するトーナメント形式の大会となっている。「学生サークル早押しクイズ日本一決定戦トーナメント」「新世代の学生サークルによる、早押しクイズ日本一決定戦トーナメント」などと銘打たれており、ファミリー劇場代表取締役・服部洋之の意向もあって、2017年3月19日に開催された「EQIDEN2017」はファミリー劇場でも放送された。個人戦の「abc」の前哨戦として、abcと同日に、ペーパークイズ（1R）の後から2Rが始まるまでの間に実施されている。クイズ情報番組『QUIZ JAPAN TV』の第1回目の特集内容ともなった。

### 出題問題について
本大会で出題される問題は、いわゆる「短文基本問題」と呼ばれ、クイズを始める初心者が最初に触れるに相応しい基本的な問題を中心に出題されている。問題文の字数も漢字かな混じりで原則60文字以内と決められている。問題は社会人有志によって作成され、ミスリードがない、問題文に盛り込む情報が多過ぎないといったことなどを考えながら、運営スタッフによる念を押した推敲が重ねられた上で出題される。

### 大会名の由来
前身となった団体クイズ大会「誤」から、運営の効率化をはかるために新しい形式を導入しようと考えた結果、箱根駅伝をイメージした大会に決定し、その後abc第6回実行運営で話し合った結果、同会のロゴ・得点表示のプログラミングを担当していた外祥昭があげた「EQIDEN」が採用された。

## 大会史

### 黎明期
現在も同日開催しているクイズ大会「abc」の第1回の際に、採点時間などの空き時間を利用して、過去に放送されていた深夜のクイズ番組『天』をベースにした5人一組の団体クイズ大会「誤」を開催したことが始まりである。
大会運営者の一人であった市川尚志により主催されていたが、規模が大きくなっていったため、abc第5回を機に後のスタッフに引き渡された。

## レギュレーション
参加するには以下の条件を満たす必要がある（公式サイトを参考にして作成）。
- 1チームは、同日開催のabcに参加する、5人から10人で構成されていること。
- 出場選手全員が、その教育機関・サークルの看板を背負って出場するという意気込みがあること。
- EQIDEN出場のためだけに結成されたサークルでなく、継続的にクイズ活動を続ける意思があること。

またチームの出場区分は「教育機関サークル」とされており、以下のように定義される。

### 教育機関サークル
教育機関サークルとは、オンライン・オフライン問わず、部員が集まっての活動を月一回以上のペースで行っている教育機関のサークルであること。
また、教育機関サークルは以下のように「教育機関サークル単独」と「教育機関サークル連合」の2つに大別される。
| 区分                 | 説明 |
| -------------------- | --- |
| 教育機関サークル単独 | 1つの教育機関で結成された教育機関サークル。なお、活動を共にしている中高一貫校の連合（ex.開成学園、早稲田中高）や、別の学校に通っている選手であっても、当該校のクイズ研究会に在籍しており、かつ、当該校のクイズ研究会を中心として活動している場合にはこの区分に含まれる（ex.通っている学校にクイズサークルがなく、近隣の学校のサークルに在籍している）。また、同名の教育機関から2つ以上のサークルを出場させることはできない。 |
| 教育機関サークル連合 | 2つまたは3つの教育機関で結成された教育機関サークルの連合。1つの教育機関のみでは人数が足りないなどの理由で出られない場合に、連合チームとして出場できる。ただし、当該校の教育機関の部員が現実でまたはインターネットで集まって、合同で行うクイズの活動を原則として開催年度（前年の4月1日から正選手エントリー終了まで）に2回以上行っている場合のみ、連合での出場を認められる。                                                   |

## 公式ルール
以下にEQIDEN 2025で行われる予定の公式ルールを示す（公式サイトを参考に作成）。
1. 1チームのメンバー各人を「1区」から「10区」までに割り振る。9人以下のチームはメンバーのいずれかを「エースランナー」として区間を埋める。「エースランナー」は、「1区・6区」「2区・7区」「3区・8区」「4区・9区」「5区・10区」のいずれかの組み合わせを担当する。
2. 早押しクイズで解答できるのはチームの中で解答権を得た選手のみであり、他の選手が答えを教えたり、チーム内で相談することは不可。
3. メンバーの担当区間は「エントリー」時に記述する。最終確定後の区間変更は不可。
4. 当日に欠場メンバーが出た場合、原則として区間の変更は行わず、1.に示した組み合わせにしたがって空白区間を埋められる選手を「エースランナー」とする（ex.3区が欠場なら8区のメンバーが3・8区のエースランナーとなる）。エースランナーが欠場した場合のみ、他の選手の区間変更を行いエースランナーを増やす。

### 近似値予選（?チーム→Max70チーム）
エントリーした全チームに対し、
1. シード権行使チーム
2. 近似値クイズの順位
3. スタッフの厳正な抽選

の順で出場優先順位（エントリーナンバー）を決定する。もしエントリーしたチームが70チームを超過した場合は、エントリーナンバーの小さい順に70チームが出場。

#### 近似値クイズ
3問の近似値問題を出題し、逆DP制（詳細は下記）によって順位を決定する。
- 「逆DP制」について
  1. 1位のチームには1DP、2位のチームには2DP…N位のチームにはN DPが入る。
  2. 同着のチームがあった場合、たとえば2位が2チームあった場合についても、両者ともに2DPが加算される。
  3. 5問の合計DPの低いチームから上位とする。
  4. 同じDPで並んだ場合、（1）最上順位（詳細は下記）、（2）エントリーの早さで決定する。

- 最上順位
  - 例えば、Aチームが「10位・2位・6位・10位・4位」、Bチームが「18位・1位・3位・5位・5位」を獲得していた場合、各々の最上順位である「2位」、「1位」を比べる。最上順位が同じだった場合は次に高い順位、これも同じだった場合は３番目に高い順位・・・と差がつくまで比較を行う。この場合、Bチームの方が上位となる。

### 第一予選（Max70チーム→48チーム）
- エントリーしたチームの選手全員が、同日のabcにおける1st Round-1の「100問四択クイズ」の解答する。
- 採点の上、エントリーしたチームにおける「上位5名の点数の合計」を算出する。
- 前回大会にてシード権を獲得した12チーム、及びその12チームを省いた中で「上位5名の点数の合計」の上位36チームが第二予選に進出する。
- 合計点数が同じ場合は、チーム内の最高得点→2番目に高い得点…→5番目に高い得点を順番に比較し、高い方を上とする。全て同じだった場合はエントリーNoの数字が小さい方を上位とする。

### 第二予選（48チーム→12チーム）
- 4チーム対抗の早押しクイズを、全12組実施する。試合の組み分けは以下の通り。なおシード校が辞退した場合は、辞退校の枠を詰めて、同数の4択上位校が1巡目に加わる。また辞退校の数だけ4択の通過枠が増える。

| 第1試合  | シード1位  | 4択12位 | 4択24位 | 4択36位 |
| 第2試合  | シード2位  | 4択11位 | 4択23位 | 4択35位 |
| 第3試合  | シード3位  | 4択10位 | 4択22位 | 4択34位 |
| 第4試合  | シード4位  | 4択9位  | 4択21位 | 4択33位 |
| 第5試合  | シード5位  | 4択8位  | 4択20位 | 4択32位 |
| 第6試合  | シード6位  | 4択7位  | 4択19位 | 4択31位 |
| 第7試合  | シード7位  | 4択6位  | 4択18位 | 4択30位 |
| 第8試合  | シード8位  | 4択5位  | 4択17位 | 4択29位 |
| 第9試合  | シード9位  | 4択4位  | 4択16位 | 4択28位 |
| 第10試合 | シード10位 | 4択3位  | 4択15位 | 4択27位 |
| 第11試合 | シード11位 | 4択2位  | 4択14位 | 4択26位 |
| 第12試合 | シード12位 | 4択1位  | 4択13位 | 4択25位 |

- 5セット制の早押しクイズ。
- 1セット目は「1・6区」、2セット目は「2・7区」……5セット目は「5・10区」の選手のペアが順にボタンにつく。エースランナーの場合は、その選手1人のみがボタンにつく。
- 正解するとその選手のいるチームに＋1ポイント。
- 誤答した場合は、誤答した選手の解答権が剥奪され、かつ、その時点で解答権を持っている他のチーム全てに+1ポイントする。既に解答権が失われているチームにはポイントは入らない。（ここで言う「解答権が失われている」とは、ペアとなる2人の選手両方orエースランナーが解答権を失っている状態を指す。ペアの1人が誤答しても、もう1人は自身が誤答するまで解答権を持っている。）
- 1セット目から4セット目は5問限定。5セット目は10問限定。
- 5セット終了後、得点が最も高いチームが決勝進出。同点のときは10区の選手同士による3問限定1○1×[15]サドンデスで勝抜けを決定。3問使用しても決着がつかない場合はエントリーナンバーの数字が小さい方のチームを勝ちとする。

### 決勝（12チーム→優勝）
- 12チーム対抗の早押しクイズを行う。
- 決勝に進出したチームは全チームが、次回大会での出場シード権を獲得する。
- 各チーム1区から10区までの全選手が出場する。
- スタート時は1区の選手が解答席につく。

#### 1区 - 5区（往路）のルール
- 1区から3区までは1問正解、4区・5区は2問正解で次の区に交代する。
- 誤答は×が記録され、チーム通算で×が4つになると失格となる。
- 5区の選手が2問正解したチームが出た度に、以下の順によって順位を決定し、下位2チームが失格する（よって復路に進出できるのは4チームまで）。また、既に4×による失格チームが発生している場合、失格の枠はそのチーム数だけ減る。
  1. 進出区間（より後の区間に進んだ方が上位。区が同じ場合は、正解数が多い方が上位）
  2. チーム通算の×の数（少ない方が上位）
- 以上の決定方法で失格のボーダーに複数のチームが並んでいた場合、1○1×[15]サドンデス（その時点でボタンについていた選手が挑戦する）

#### 6区 - 10区（復路）のルール
- 6区から9区までの選手は各区2問正解で次の区に交代し、先に10区の選手が2問正解したチームが優勝となる。
- 誤答はその時点で失格していないチームの数（自チームを含む）だけ休みがつく。
- 最終順位は、1位のチームがゴールした時点での状態により、以下の順によって順位を決定する
  1. 失格した順（先に失格した方を下位とする）
  2. 進出区間（より後の区間に進んだ方が上位。区が同じ場合は、正解数が多い方が上位）
  3. チーム通算の×の数（少ない方が上位）
  4. エントリー順（エントリーNo.の小さい方が上位）

## 過去の大会
| 大会名                      | 開催日                                       | 会場                                         | チーム数                                     | 優勝                                         | 準優勝                                       | 3位                                          | 4位                                          |
| --------------------------- | -------------------------------------------- | -------------------------------------------- | -------------------------------------------- | -------------------------------------------- | -------------------------------------------- | -------------------------------------------- | -------------------------------------------- |
| EQIDEN2008                  | 2008年3月23日                                | 川崎市産業振興会館                           | 36チーム                                     | 塔～ルーク～                                 | 大阪大学                                     | TEAM アタックブ（仮）                        | -                                            |
| EQIDEN2009                  | 2009年3月22日                                | サンピアンかわさき                           | 36チーム                                     | 立命館大学                                   | 塔～ルーク～                                 | 大阪大学                                     | -                                            |
| EQIDEN2010                  | 2010年3月21日                                | サンピアンかわさき                           | 33チーム                                     | TEAM アタックブ（仮）                        | 早稲田大学                                   | 県立船橋高校                                 | 立命館大学                                   |
| EQIDEN2011                  | 2011年8月20日                                | 大田区民センター                             | 35チーム                                     | 京都大学                                     | 早稲田大学                                   | ブリーズ阪神                                 | 開成学園                                     |
| EQIDEN2012                  | 2012年3月18日                                | サンピアンかわさき                           | 35チーム                                     | 大阪大学                                     | 東京大学                                     | 東北大学                                     | 早稲田大学                                   |
| EQIDEN2013                  | 2013年3月24日                                | 大田区民センター                             | 36チーム                                     | 慶應義塾高校                                 | 東京大学                                     | 立命館大学                                   | 早稲田大学                                   |
| EQIDEN2014                  | 2014年3月23日                                | 横須賀市文化会館                             | 48チーム                                     | 東京大学                                     | 京都大学                                     | 名古屋大学                                   | 早稲田中高                                   |
| EQIDEN2015                  | 2015年3月22日                                | 埼玉会館                                     | 47チーム                                     | 慶応義塾大学                                 | 京都大学                                     | 東京大学                                     | 開成学園                                     |
| EQIDEN2016                  | 2016年3月20日                                | 和光市民文化センター サンアゼリア            | 46チーム                                     | 京都大学                                     | 慶應義塾大学                                 | 大阪大学                                     | 名古屋大学                                   |
| EQIDEN2017                  | 2017年3月19日                                | 和光市民文化センター サンアゼリア            | 48チーム                                     | 東京大学                                     | 千葉大学                                     | 明治大学                                     | 首都大学東京                                 |
| EQIDEN2018                  | 2018年3月18日                                | 埼玉会館                                     | 48チーム                                     | 京都大学                                     | 東京大学                                     | 首都大学東京                                 | 中央大学                                     |
| EQIDEN2019                  | 2019年3月17日                                | 和光市民文化センター サンアゼリア            | 47チーム                                     | 東京大学                                     | 早稲田大学                                   | 中央大学                                     | 大阪大学                                     |
| EQIDEN2020                  | 新型コロナウイルス感染症の流行により開催中止 | 新型コロナウイルス感染症の流行により開催中止 | 新型コロナウイルス感染症の流行により開催中止 | 新型コロナウイルス感染症の流行により開催中止 | 新型コロナウイルス感染症の流行により開催中止 | 新型コロナウイルス感染症の流行により開催中止 | 新型コロナウイルス感染症の流行により開催中止 |
| web EQIDEN2020 （特別大会） | 2020年10月4日                                | （オンライン上）                             | 42チーム                                     | 大阪大学                                     | 東京大学                                     | 立命館大学                                   | 北海道大学                                   |
| EQIDEN2021                  | 2021年3月20日                                | カルッツかわさき                             | 26チーム                                     | 東京大学                                     | 京都大学                                     | 筑波大学                                     | 大阪大学                                     |
| EQIDEN2022                  | 2022年3月20日                                | カルッツかわさき                             | 46チーム                                     | 京都大学                                     | 早稲田大学                                   | 大阪大学                                     | 一橋大学                                     |
| EQIDEN2023                  | 2023年3月19日                                | 大宮ソニックシティ                           | 52チーム                                     | 東北大学                                     | 北海道大学                                   | 立命館大学                                   | 大阪大学                                     |
| EQIDEN 2024                 | 2024年3月16日                                | 八千代市市民会館                             | 54チーム                                     | 東京大学                                     | 大阪大学                                     | 東京都立大学                                 | 中央大学                                     |
| EQIDEN 2025                 | 2025年3月16日                                | 大宮ソニックシティ                           | 70チーム                                     | 京都大学                                     | 東京大学                                     | 大阪大学                                     | 熊本大学                                     |
| EQIDEN 2026                 | 2026年3月22日                                | カルッツかわさき                             |                                              |                                              |                                              |                                              |                                              |

### 5位以下のシード権獲得チーム
シード権はEQIDEN2019までは上位8チーム、EQIDEN2021以降は決勝進出した全12チームに与えられる。
| 大会 | シード権獲得チーム                                                                                                 |
| ---- | --- |
| 2014 | 中央大学、明治大学、栄東中高、首都大学東京                                                                         |
| 2015 | 千葉大学、早稲田大学、横須賀高校、中央大学                                                                         |
| 2016 | 開成学園、信州大学、中央大学、明治大学                                                                             |
| 2017 | 早稲田大学、立命館大学、東北大学、栄東中高                                                                         |
| 2018 | 大阪大学、早稲田大学、関西学院、九州大学                                                                           |
| 2019 | 北海道大学、九州大学、京都大学、横浜翠嵐高校                                                                       |
| 2021 | 東京工業大学、立命館大学、同志社大学、一橋大学、東北大学、法政大学、神戸大学、信州大学                             |
| 2022 | 同志社大学、東京大学、神戸大学、千葉大学、灘中高、筑波大学、東京工業大学、慶應義塾大学                             |
| 2023 | 東京大学、神戸大学、千葉大学、京都大学、同志社大学、渋谷教育学園渋谷中高・渋谷教育学園幕張中高、早稲田大学、灘中高 |
| 2024 | 開成中高、北海道大学、早稲田大学、京都大学、一橋大学、茨城大学、九州大学、千葉大学                                 |
| 2025 | 慶應義塾大学、灘校、明治大学、金沢大学、筑波大学、渋谷教育学園渋谷中高・渋谷教育学園幕張中高、広島大学、早稲田大学 |

## 関連大会
- abc - 同日に開催される、「新世代による基本問題実力No.1決定戦」と銘打った早押しクイズの個人戦。